# Élections à l'Assemblée d'Estrémadure
Les élections à l'Assemblée d'Estrémadure (en espagnol : elecciones a la Asamblea de Extremadura) se tiennent tous les quatre ans, afin d'élire les députés à l'Assemblée d'Estrémadure. Celle-ci se compose, actuellement, de 65 députés.

## Résumé
| Année | Participation | Hémicycle | Parti en tête | Parti en tête                  | Score   | Sièges  | Président | Président                    | Président |
| ----- | ------------- | --------- | ------------- | ------------------------------ | ------- | ------- | --------- | ---------------------------- | --------- |
| 1983  | 71,90 %       |           |               | Parti socialiste               | 53,27 % | 35 / 65 |           | Juan Carlos Rodríguez Ibarra | PSOE      |
| 1987  | 74,40 %       |           |               | Parti socialiste               | 49,57 % | 34 / 65 |           | Juan Carlos Rodríguez Ibarra | PSOE      |
| 1991  | 71,02 %       |           |               | Parti socialiste               | 54,58 % | 39 / 65 |           | Juan Carlos Rodríguez Ibarra | PSOE      |
| 1995  | 78,33 %       |           |               | Parti socialiste               | 44,33 % | 31 / 65 |           | Juan Carlos Rodríguez Ibarra | PSOE      |
| 1999  | 73,44 %       |           |               | Parti socialiste               | 49,04 % | 34 / 65 |           | Juan Carlos Rodríguez Ibarra | PSOE      |
| 2003  | 78,02 %       |           |               | Parti socialiste-Progressistes | 52,38 % | 36 / 65 |           | Juan Carlos Rodríguez Ibarra | PSOE      |
| 2007  | 74,95 %       |           |               | Parti socialiste-Régionalistes | 53,63 % | 38 / 65 |           | Guillermo Fernández Vara     | PSOE      |
| 2011  | 74,65 %       |           |               | Parti populaire-EU             | 46,79 % | 32 / 65 |           | José Antonio Monago          | PP        |
| 2015  | 71,40 %       |           |               | Parti socialiste-SIEX          | 41,70 % | 30 / 65 |           | Guillermo Fernández Vara     | PSOE      |
| 2019  | 69,26 %       |           |               | Parti socialiste               | 46,77 % | 34 / 65 |           | Guillermo Fernández Vara     | PSOE      |
| 2023  | 70,35 %       |           |               | Parti socialiste               | 39,90 % | 28 / 65 |           | María Guardiola              | PP        |